# Volxheim
Volxheim ist eine Ortsgemeinde im Landkreis Bad Kreuznach in Rheinland-Pfalz. Sie gehört der Verbandsgemeinde Bad Kreuznach an.

## Geographie
Volxheim liegt ca. 7 Kilometer südöstlich von Bad Kreuznach in Rheinhessen. Nachbargemeinden sind Hackenheim, Pleitersheim, Wöllstein, Neu-Bamberg und Frei-Laubersheim. Knapp 5 Kilometer westlich von Volxheim liegt die Felsformation Rheingrafenstein mit dem Naturschutzgebiet Gans und Rheingrafenstein, 8 Kilometer westlich der Gemeinde befindet sich zudem der Rotenfels.

## Geschichte
Volxheim ist eine fränkische Gründung des 6. Jahrhunderts. Es gehörte im 8. Jahrhundert zu den Besitzungen des Klosters Lorsch und später der Reichsabtei St. Maximin in Trier. Im 13. Jahrhundert kam es zu den Rheingrafen. Im 14. Jahrhundert war Volxheim ein Kondominium des Antoniterklosters Alzey und der Grafen von Sponheim, das zum Amt Kreuznach gehörte. Nach dem Aussterben der Sponheimer 1437 ging Volxheim in den gemeinschaftlichen Besitz von Kurpfalz und Baden über. Der Anteil des Antoniterklosters wurde 1538 auf die Kurpfalz übertragen und der Ort zum Oberamt Alzey geschlagen. Ab 1707 gehörte Volxheim alleinig der Kurpfalz und wurde 1714 an Kurmainz getauscht.
Infolge der Koalitionskriege gehörte Volxheim von 1798 bis 1814 zu Frankreich und wurde dem Kanton Wöllstein im Département Donnersberg zugeordnet. Nach dem Wiener Kongress (1815) kam der Ort zur neugebildeten Provinz Rheinhessen des Großherzogtums Hessen (Hessen-Darmstadt), das nach der Novemberrevolution 1918 in den Volksstaat Hessen überging.
Nach dem Zweiten Weltkrieg kam Volxheim mit der Region Rheinhessen zur französischen Besatzungszone und wurde Teil des 1946 neu gebildeten Landes Rheinland-Pfalz.
Von 1835 bis 1969 gehörte die Gemeinde zum Landkreis Bingen. 1969 erfolgte im Zuge der Kommunalreform eine Umgliederung Volxheims in den Landkreis Bad Kreuznach, und der Ort wurde der neu gebildeten Verbandsgemeinde Bad Kreuznach zugeschlagen.

### Religionen
Seit der Gründung unterstand Volxheim dem Erzbistum Mainz. Es wurde nach Einführung der Reformation in den 1560er Jahren protestantisch. Seit 1790 gibt es auch wieder eine katholische Gemeinde.

### Einwohnerentwicklung
Die Entwicklung der Einwohnerzahl von Volxheim, die Werte von 1871 bis 1987 beruhen auf Volkszählungen:
| Jahr | Einwohner |
| 1815 | 408       |
| 1835 | 655       |
| 1871 | 620       |
| 1905 | 704       |
| 1939 | 714       |
| 1950 | 800       |

| Jahr | Einwohner |
| 1961 | 855       |
| 1970 | 820       |
| 1987 | 874       |
| 2005 | 1.072     |
| 2022 | 1.147     |

## Politik

### Gemeinderat
Der Gemeinderat in Volxheim besteht aus 16 Ratsmitgliedern, die bei der Kommunalwahl am 9. Juni 2024 in einer personalisierten Verhältniswahl gewählt wurden, und dem ehrenamtlichen Ortsbürgermeister als Vorsitzendem.
Die Sitzverteilung im Gemeinderat:
| Wahl | SPD | CDU | FWG | VBL | Gesamt   |
| ---- | --- | --- | --- | --- | -------- |
| 2024 | 5   | 2   | 9   | –   | 16 Sitze |
| 2019 | 4   | 2   | 6   | 4   | 16 Sitze |
| 2014 | 5   | 2   | 5   | 4   | 16 Sitze |
| 2009 | 7   | 2   | 4   | 3   | 16 Sitze |
| 2004 | 6   | 2   | 4   | 4   | 16 Sitze |

- FWG  = FWG Volxheim e. V.
- VBL = Volxheimer Bürgerliste e. V.

### Bürgermeister
Ortsbürgermeister ist Axel Walter. Bei der Stichwahl am 16. Juni 2019 hatte er sich mit einem Stimmenanteil von 61,50 % durchgesetzt und wurde damit Nachfolger von Norbert Antweiler (SPD), der nicht mehr kandidiert hatte. Bei der Direktwahl am 9. Juni 2024 wurde er als einziger Bewerber mit 68,3 % für weitere fünf Jahre in seinem Amt bestätigt.

### Wappen
| Wappen von Volxheim | Blasonierung: „In geteiltem Schild oben in Schwarz ein schreitender, goldener, rot bewehrter und rot gekrönter, doppelt geschwänzter Löwe, unten in Blau und Silber gerautet.“                                                               |
| Wappen von Volxheim | Wappenbegründung: Es wurde 1954 vom rheinland-pfälzischen Innenministerium genehmigt und geht zurück auf ein Gerichtssiegel aus dem Jahr 1541. Der pfälzische Löwe und die wittelsbachischen Rauten waren die kurpfälzischen Hoheitszeichen. |

## Kultur und Sehenswürdigkeiten

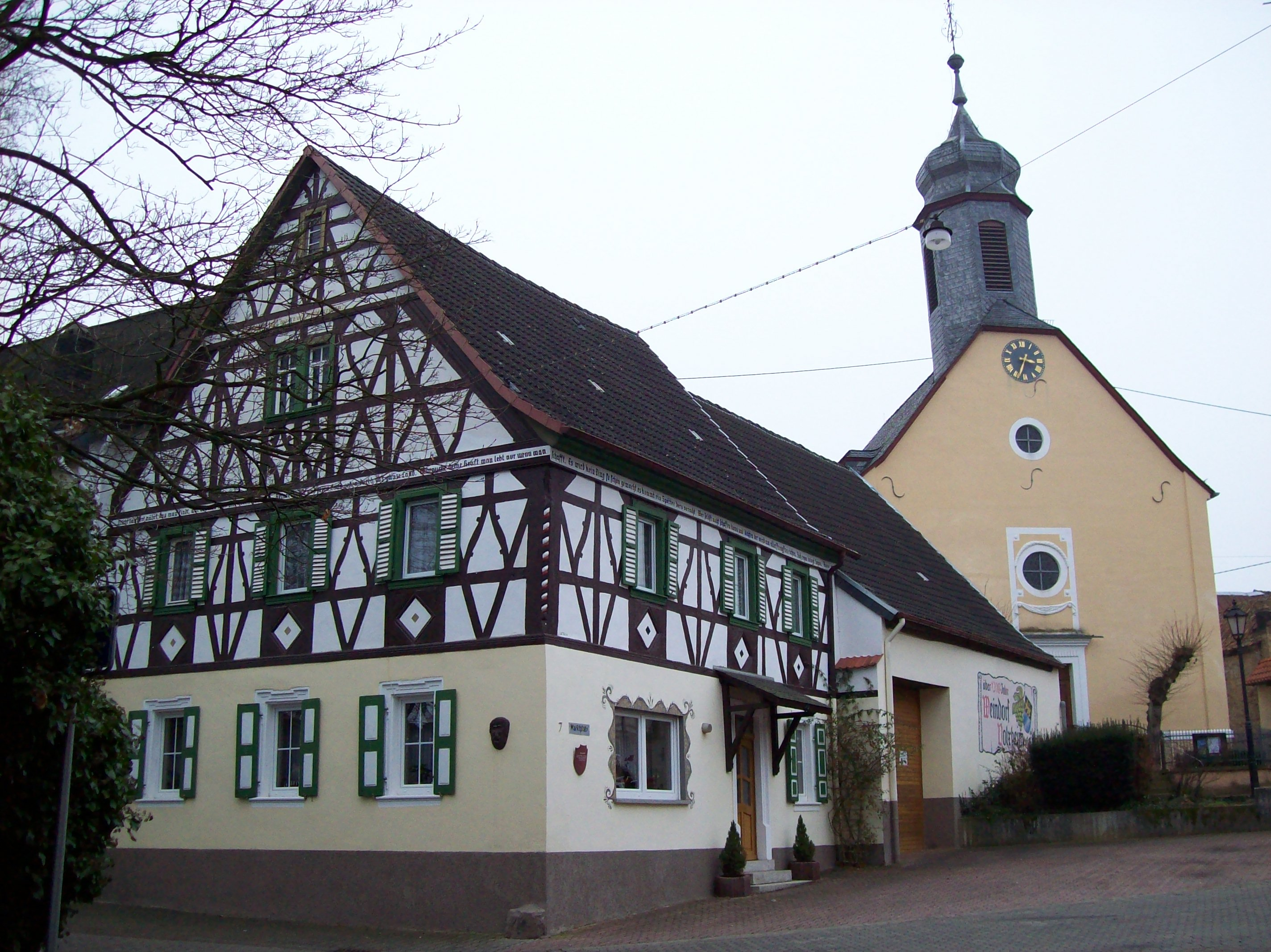
Evangelische Kirche und Haus Keim

In den letzten Jahren wurden in Volxheim viele alte Häuser restauriert, von denen einige unter Denkmalschutz stehen. Der historische Ortskern ist Anziehungspunkt für Touristen und Künstler. Nennenswerte Bauwerke sind die beiden Kirchen und das Haus Keim am freien Platz in der Ortsmitte.
Siehe auch: Liste der Kulturdenkmäler in Volxheim

## Wirtschaft und Infrastruktur
Ursprünglich war Volxheim ein reiner Land- und Weinbauort mit ein wenig Fremdenverkehr. Noch heute gibt es mehrere Weingüter im Dorf. In dem kleinen Gewerbegebiet an der Pleitersheimer Straße haben sich mittlerweile einige Betriebe angesiedelt. Ein buntes Gemisch an Freiberuflern und spezialisierten kleinen Firmen trägt inzwischen zur Vielfalt gewerblicher Strukturen in Volxheim bei.